# N (chanteur)
Dans ce nom coréen, le nom de famille, Cha, précède le nom personnel.
Pour les articles homonymes, voir N.
Cha Hak-yeon (coréen : 차학연, né le 30 juin 1990), mieux connu sous son nom de scène N (coréen : 엔), est un chanteur, danseur, acteur, présentateur et animateur de radio sud-coréen. Il est le leader, le danseur principal, et un chanteur du boys band sud-coréen VIXX.

## Jeunesse et éducation
Né à Changwon, Corée du Sud, N est le plus jeune de quatre enfants, avec un frère et deux sœurs plus âgées. N a étudié à Howon University et il passe un an au Japon. Avant de débuter avec VIXX, N a participé à une comédie musicale nommé Kwanghwamun Love Song et entra dans des compétitions de danse. Il a une vaste expérience de la danse, spécialisé en hip-hop, ballet, jazz et la danse contemporaine. En 2009, il participe et gagne de nombreuses compétitions tenues par des grandes agences comme la SM, YG et JYP. Sa danse les yeux bandés, qu'il a personnellement chorégraphié, lui a fait gagner le grand prix (Grand Prize) au Korean Youth Dance Festival.

## Discographie

### Singles

#### En collaboration
| Titre                                                                                            | Année | Meilleure position | Ventes | Album          |
| Titre                                                                                            | Année | COR Gaon           | Ventes | Album          |
| ------------------------------------------------------------------------------------------------ | ----- | ------------------ | ------ | -------------- |
| "Stress Come On" (avec Hyuk, Jackson et Sungjae, en tant que Big Byung)                          | 2014  | —                  |        | Single digital |
| "Ojingeo Doenjang" (coréen : 오징어 된장) (avec Hyuk, Jackson et Sungjae, en tant que Big Byung) | 2015  | —                  |        | Single digital |
| "—" signifie que le morceau ne s'est pas classé ou n'est pas sorti dans cette région.            |       |                    |        |                |

#### Bande originale
| Titre                                                                                 | Année | Meilleure position | Ventes                 | Album        |
| Titre                                                                                 | Année | COR Gaon           | Ventes                 | Album        |
| ------------------------------------------------------------------------------------- | ----- | ------------------ | ---------------------- | ------------ |
| "Without You" (coréen : 니가 없는 난) (avec Yeoeun de Melody Day)                     | 2016  | 98                 | - COR : plus de 26 260 | W OST Part.9 |
| "—" signifie que le morceau ne s'est pas classé ou n'est pas sorti dans cette région. |       |                    |                        |              |

## Filmographie

### Dramas
| Année | Chaîne        | Titre                      | Rôle          | Note(s)                        |
| ----- | ------------- | -------------------------- | ------------- | ------------------------------ |
| 2014  | MBC           | Hotel King                 | Noah          | Rôle secondaire                |
| 2015  | SBS           | The Family is Coming       | Cha Hak-yeon  | Rôle secondaire                |
| 2015  | KBS           | Cheer Up!                  | Ha Dong-jae   | Second rôle masculin principal |
| 2016  | Naver TV Cast | Tomorrow Boy               | Ahn Tae-pyung | Web-série, rôle principal      |
| 2016  | Naver TV Cast | What’s Up With These Kids? | Choi Geum-son | Web-série à venir              |
| 2017  | OCN           | Tunnel                     | Park Gwang-ho | Rôle secondaire                |
| 2023  | OCN           | Castaway diva              | Kang Woo-hak  | Rôle secondaire                |

### Émissions de télévision
2021 série mine
| Année   | Chaîne      | Titre                          | Note(s)                                                   |
| ------- | ----------- | ------------------------------ | --------------------------------------------------------- |
| 2012    | TVN         | The Romantic & Idol Season 2   | Membre du casting                                         |
| 2014    | Mnet        | 4 Things Show                  | Star principale                                           |
| 2014    | MBC Every 1 | Hitmaker                       | Membre du casting                                         |
| 2014    | TVN         | First Day Of Work Saison 3     | Membre du casting                                         |
| 2015    | MBC Every 1 | Hitmaker Season 2              | Membre du casting                                         |
| 2015    | SBS         | Running Man                    | Invité (Épisode 233)                                      |
| 2015    | MBC         | Show! Music Core               | Co-animateur avec Yeri (Red Velvet) et Minho (Shinee)     |
| 2015    | MBC Every 1 | Bachelor's Party               | Membre du casting                                         |
| 2015    | JTBC        | 100 People, 100 Songs          | Cuncurrant                                                |
| 2015    | JTBC        | Off to School                  | Membre du casting (Épisodes 53–56)                        |
| 2015    | SBS         | Law of the Jungle in Nicaragua | Membre du casting (Édition du Nicaragua)                  |
| 2015-16 | MBC Every1  | Weekly Idol                    | Présentateur adjoint avec Mina (AOA) et Ha-young (Apink)  |
| 2016    | MBig TV     | Celebrity Bromance             | Membre du casting, Saison 7 avec Lee Won-keun (Web-série) |

### Clips vidéos
| Année | Clip vidéo                         | Artiste(s)                                                |
| ----- | ---------------------------------- | --------------------------------------------------------- |
| 2011  | "Shake It Up"                      | Seo In-guk                                                |
| 2012  | "Let This Die"                     | Brian Joo                                                 |
| 2012  | "Let This Die" (Extended Eng Ver.) | Brian Joo                                                 |
| 2014  | "Peppermint Chocolate"             | K.Will, MAMAMOO, Wheesung                                 |
| 2014  | "Stress Come On"                   | Big Byung: N, Hyuk (VIXX), Jackson (GOT7), Sungjae (BTOB) |
| 2015  | "Ojingeo Doenjang"                 | Big Byung: N, Hyuk (VIXX), Jackson (GOT7), Sungjae (BTOB) |

### Radio
| Year | Station      | Title        | Notes                                      |
| ---- | ------------ | ------------ | ------------------------------------------ |
| 2015 | SBS Power FM | VIXX N K-pop | Animateur du 2 mai 2015 au 2 novembre 2015 |

### Sources
- (en) Cet article est partiellement ou en totalité issu de l’article de Wikipédia en anglais intitulé « N (singer) » (voir la liste des auteurs).